# Mucc
A Mucc (ムック; Hepburn: Mukku) 1997-ben alakult japán visual kei rockegyüttes. Nevük a Hirake! Ponkikki című japán gyermekműsor egyik szereplőjének a neve. A zenekar ismert beceneve a 69 („hat-kilenc”), amit japánul „Muku”-nak lehet ejteni. 2019-ig a zenekarnak 14 stúdióalbuma, két koncertalbuma, három középlemeze, 41 kislemeze jelent meg, ezek közül néhányat kiadtak Európában is.

## Történet
1997-ben Miya, Tacuró (akkori nevén Tattoo), Satochi és Hiro alapította és eredetileg The Blue Hearts- és Glay- feldolgozásokat játszottak. 1999-ben Hiro kilépett a zenekarból és a helyét Miya egyik gyerekkori barátja, Yukke vette át. Még ez év decemberében megjelent első hivatalos EP-jük, Antique címen. Első albumuk 2001 januárjában jelent meg Cúzecu címmel. 2002-ben leszerződtek a Danger Crue-hoz és kiadták második albumukat is a Hómura utat.
Az együttes 2005 augusztusában debütált Európában a Wacken Open Air fesztiválon, a következő évben pedig már az Egyesült Államokban is felléptek az Otakon animeconon. 2007-ben ismét felléptek az Amerikai Egyesült Államokban a JRock Revolution Festivalon.
2008-ban a két másik Japán együttessel a D'espairsRayjel és a The Underneath-szel, Taste of Chaos néven turnéra indultak az Amerikai Egyesült Államokban és Kanadában, mintegy 46 városban léptek fel februártól májusig. Májusban visszatértek Japánba és felléptek hide emlékkoncertjén az X Japan, a Luna Sea, a Versailles és a heidi társaságában. Októberben a Taste of Chaos turné tovább folytatódott Európában, melynek állomásai Hollandiában, Németországban, Dániában, Svédországban, Finnországban és az Egyesült Királyságban voltak. 2008-ban még felléptek december 7-én New York-ban az Irving Plazában, majd december 10-én Los Angeles-ben a House of Blues-ban.
2009-ben ismét Európába utaztak, a turné neve ezúttal Solid Sphere Tour lett. Október 3-án kezdték meg a turnét Oroszországban, majd a turné keretein belül először látogattak el Latin-Amerikába (Chile, Mexikó). Az utolsó állomás november 16-án Japánban a JCB Hall volt.
2010-ben japánban koncerteztek majd február 14-én NHK Hallban bejelentették, hogy új albumot adnak ki Karma címen. Az album október 6-án jelent meg melyen a poszt-diszkó hangzást keverték a szokásos Mucc-hangzással.
2011-ben ismét turnéra indultak Európában és Ázsiában, mely ezúttal Chemical Parade nevet kapta. Ennek a turnénak a keretein belül lépett fel a Mucc 2011. január 19-én Budapesten is a Diesel clubban.
2011. május 21-én Mucc History Gigs 97～11 néven koncertet adtak a Nippon Budokanban, ahol bejelentették, hogy leszerződtek a Sony Music Recordshoz.  Az Akacuki című kislemezük is ekkor jelent meg, melyet csak a koncerten és az azt követő napon lehetett megvásárolni, ezután már csak digitális formában letölteni. A bevétel teljes összegét a 2011-es tóhokui földrengés és cunami károsultjai részére ajánlották fel.
Aisú no Antique című albumuk 2012. június 9-én jelent meg a 15. évfordulós koncertjükön, a Mucc vs ムック vs Muccon, amelynek a Makuhari Messe adott otthont. A koncertfelvételt DVD-n is kiadták.

## Tagok
Jelenlegi tagok
- Tacuró (逹瑯; Hepburn: Tatsurou?) – ének, harmonika
A Muccon kívül még a Karasu (カラス) tagja is, melyet 2009-ben alapítottak.
- Mija (ミヤ; Hepburn: Miya?) – elektromos gitár, akusztikus gitár, vokál
A Muccon kívül a Geki ga Kutai (激楽隊) tagja is , ami 2003-ban jött létre.
- Satochi (SATOち) – dob
- Yukke (YUKKE) – basszusgitár, nagybőgő, elektromos nagybőgő

Korábbi tagok
- Hiro – basszusgitár, vokál (1997–1999)

## Diszkográfia

### Stúdióalbumok
- Cúzecu (痛絶; Hepburn: Tsūzetsu?), 2001. január 7.
- Hómura uta ( 葬ラ謳; Hepburn: Hōmura Uta?), 2002. szeptember 6.
- Zekú ( 是空; Hepburn: Zekū?), 2003. szeptember 3.
- Kucsiki no tó ( 朽木の灯; Hepburn: Kuchiki no Tō?), 2004. szeptember 1.
- Hójoku ( 鵬翼 ; Hepburn: Hōyoku?), 2005. november 23.
- 6, 2006. április 26.
- Gokuszai ( 極彩; Hepburn: Gokusai?), 2006. december 6.
- Sion ( 志恩; Hepburn: Shion?), 2008. március 26.
- Kjútai ( 球体; Hepburn: Kyūtai?), 2009. március 4.
- Karma ( カルマ?), 2010. október 6.
- Shangri-La ( シャングリラ?), 2012. november 28.
- The End of the World, 2014. június 25.
- Mjakuhaku (脈拍; Hepburn: Myakuhaku?), 2017. január 25.
- Kovareta Piano no Living Dead (壊れたピアノとリビングデッド; Hepburn: Kowareta Piano to Living Dead?), 2019. február 13.

### Koncertalbumok
- Kucsiki no tó Live at Roppongi ( 朽木の灯ライヴアット六本木; Hepburn: Kuchiki no Tō Live at Roppongi?), 2005. január 26.
- Psychedelic Analysis ( サイケデリックアナライシス?), 2007. március 28.

### EP-k
- Antique ( アンティーク?), 1999. december 25.
- Aisú ( 哀愁 ; Hepburn: Aishū?), 2001. december 25.
- T.R.E.N.D.Y.: Paradise from 1997, 2015. június 24.

### Válogatásalbumok
- Cover Parade, 2006. június 6.
- Best of Mucc, 2007. június 6.
- Worst of Mucc, 2007. július 6,
- Coupling Best, 2009. augusztus 12.
- Coupling Worst, 2009. augusztus 19.
- Aisú no Antique ( 哀愁のアンティーク ; Hepburn: Aishū no Antique?), 2012. augusztus 22.
- Best of Mucc II, 2017. március 29.
- Coupling Best II, 2017. március 29.

### Kislemezek
| Év   | Cím                                                                         | Oricon-helyezés | Album                |
| ---- | --------------------------------------------------------------------------- | --------------- | -------------------- |
| 2000 | Sófu/Hai (娼婦/廃; Hepburn: Shōfu/Hai)                                      | –               | Cúzecu               |
| 2001 | Aoban (青盤)                                                                | –               | Hómura uta           |
| 2001 | Akaban (赤盤)                                                               | –               | Hómura uta           |
| 2002 | Fu o tataeru uta (負ヲ讃エル謳)                                             | –               | Hómura uta           |
| 2002 | Szuiszó (水槽; Hepburn: Suisō)                                              | –               |                      |
| 2003 | Vaga, arubeki baso (我、在ルベキ場所; Hepburn: Waga, Arubeki Basho)         | 40              | Zekú                 |
| 2004 | Rodzsiura boku to kimi e (路地裏 僕と君へ; Hepburn: Rojiura Boku to Kimi e) | 34              | Kucsiki no tó        |
| 2004 | Monokuro no kesiki (モノクロの景色; Hepburn: Monokuro no Keshiki)           | 17              | Kucsiki no tó        |
| 2005 | Kokoro no nai macsi (ココロノナイマチ; Hepburn: Kokoro no Nai Machi)        | 20              | Hójoku               |
| 2005 | Ame no Orchestra (雨のオーケストラ)                                         | 20              | Hójoku               |
| 2005 | Szaisú ressa (最終列車; Hepburn: Saishū Ressha)                             | 12              | Hójoku               |
| 2006 | Gerbera (ガーベラ)                                                          | 17              | Gokuszai             |
| 2006 | Rjúszei (流星; Hepburn: Ryūsei )                                            | 14              | Gokuszai             |
| 2006 | Utagoe (謡声)                                                               | 7               | Gokuszai             |
| 2006 | Horizont (ホリゾント)                                                       | 14              | Gokuszai             |
| 2007 | Libra (リブラ)                                                              | 22              | Sion                 |
| 2007 | Flight (フライト)                                                           | 14              | Sion                 |
| 2007 | Fuzz (ファズ)                                                               | 14              | Sion                 |
| 2008 | Ageha (アゲハ)                                                              | 15              | Kjútai               |
| 2009 | Szora to ito (空と糸; Hepburn: Sora to Ito)                                 | 8               | Kjútai               |
| 2009 | Freesia (フリージア)                                                        | 17              | Karma                |
| 2009 | Diorama (ジオラマ)                                                          | –               |                      |
| 2010 | Jakuszoku (約束; Hepburn: Yakusoku)                                         | 8               | Karma                |
| 2010 | Falling Down (フォーリングダウン)                                           | 12              | Karma                |
| 2011 | Akacuki (暁; Hepburn: Akatsuki )                                            | –               |                      |
| 2011 | Arcadia(featuring Daishi Dance) (アルカディア featuring DAISHI DANCE)       | 28              | Shangri-La           |
| 2012 | Nirvana (ニルヴァーナ)                                                      | 13              | Shangri-La           |
| 2012 | Mother                                                                      | 21              | Shangri-La           |
| 2013 | Halo                                                                        | 14              | The End of the World |
| 2013 | World's End                                                                 | 15              | The End of the World |
| 2014 | Ender Ender                                                                 | 16              | The End of the World |
| 2014 | "Jue ni, matenrou" (故に、摩天楼; Hepburn: Yue ni, Matenrou)                | 17              | Mjakuhaku            |
| 2015 | Brilliant World (ブリリアント ワールド)                                     | –               |                      |
| 2016 | Heide (ハイデ)                                                              | 14              | Mjakuhaku            |
| 2016 | Classic                                                                     | 15              | Mjakuhaku            |
| 2017 | Iedzsi (家路; Hepburn: Ieji)                                                | –               | Sin cúzecu           |
| 2018 | Dzsigen bakudan (時限爆弾; Hepburn: Jigen Bakudan)                          | 15              |                      |
| 2019 | Amelia (アメリア)                                                           | –               |                      |
| 2019 | My World                                                                    | –               |                      |
| 2019 | Taboo                                                                       | –               |                      |
| 2019 | Tatoeba boku ga inakattara (例えば僕が居なかったら)                         | –               |                      |